# Bandrob
De bandrob (Histriophoca fasciata, synoniem Phoca fasciata) is een zeehondensoort uit de familie Phocidae.

## Leefwijze
Hij kan bijna een half uur onder water blijven. Zijn voedsel bestaat uit verschillende vissoorten, als pollak, puitaal en poolkabeljauw, alsmede inktvis en garnalen. De belangrijkste vijanden zijn orka's en haaien.

## Verspreiding en leefgebied
Het hele leven brengt hij door op en rond het pakijs en de open wateren van de Beringzee, langs de kust van Kamtsjatka en in de Zee van Ochotsk, in het noorden van de Grote Oceaan.

## Tekening
De naam is te danken aan de sterk afstekende gebandeerde tekening met een bruine tot donkerbruine basiskleur en meestal drie witte tot gele banden op het lichaam. De meeste dieren hebben een tekening als volgt;
- een verticale band om de nek;
- een lange ronde band rond de voorpoot;
- een bredere verticale band rond de staartwortel.

De vlekken smelten op de buikzijde vaak samen, en de tekening kan afwijken. Jonge dieren zijn wit en worden later blauwgrijs.

## Luchtzak
Er is niet veel bekend over bandrobben, ondanks dat ze niet erg schuw zijn. De functie van de luchtzak die ze aan de rechter borstzijde hebben bijvoorbeeld is nog onbekend. Omdat die van een mannetje veel groter is, dient deze waarschijnlijk om (lok)geluiden mee te produceren.